# Montemiletto
Montemiletto es uno de los 119 municipios o comunas ("comune" en italiano) de la provincia de Avellino, en la región de Campania. Con cerca de 5.332 habitantes, según el censo de 2005, se extiende por una área de 21 km², teniendo una densidad de población de 253 hab/km². Linda con los municipios de Lapio, Montefalcione, Montefusco, Pietradefusi, Prata di Principato Ultra, Pratola Serra, Santa Paolina, Taurasi, Torre Le Nocelle

## Demografía
| Gráfica de evolución demográfica de Montemiletto entre 1861 y 2001 |
|                                                                    |
| Fuente ISTAT - elaboración gráfica de Wikipedia                    |